# Sénégal Airlines
Sénégal Airlines war die 2009–2016 operierende nationale Fluggesellschaft des Senegal mit Sitz in Dakar und Basis auf dem Flughafen Dakar-Léopold Sédar Senghor. Sie trat die Nachfolge der 2009 eingestellten Air Sénégal International an; nach ihrem Scheitern 2016 wurde die neue Gesellschaft Air Sénégal gegründet.

## Geschichte
Die Fluggesellschaft wurde Ende Oktober 2009 gegründet und war faktischer Nachfolger der Air Sénégal International, die im vorherigen April/August den Flugbetrieb einstellen und sich auflösen musste. Sie sollte das entstandene Vakuum der senegalesischen Luftfahrt füllen. Im November 2009 wurden auf der Dubai Air Show bei Airbus vier Flugzeuge vom Typ Airbus A320-200 und zwei Langstreckenflugzeuge vom Typ Airbus A330-200 für ein Auftragsvolumen von 670 Mio. US-Dollar bestellt und angekündigt, im September den Flugbetrieb aufnehmen zu wollen, was sich bis 25. Januar 2011 verzögerte. Mit zwei gebrauchten Flugzeugen vom Typ Airbus A320 wurde der Flugbetrieb von Dakar zu den Hauptstädten benachbarter afrikanischer Staaten Abidjan, Bamako, Banjul, Conakry, Nouakchott und Ouagadougou aufgenommen. Inlandsdienste sowie Strecken nach Europa wurden zunächst nicht aufgenommen. Die zwei Airbus A320 waren mit 136 Sitzen in Business- und Economy-Class ausgestattet und waren zuvor bei China Eastern Airlines und Spring Airlines im Einsatz. Eines der Flugzeuge war von CIT Aerospace, das andere von GECAS geleast.
Die Flugbetriebsaufnahme hatte zu einer diplomatischen Verwicklung mit Belgien geführt, als die Behörden der auf dem afrikanischen Kontinent sehr aktiven belgischen Brussels Airlines die Streckenrechte für die Bedienung der Routen nach Banjul, Conakry und Freetown entzogen hatten und der teilstaatliche Flag-Carrier diese Verbindungen bedienen würde. Brussels Airlines flog die drei Ziele im Dreiecksflug ab Brüssel über Dakar an. Die belgische Botschaft vermochte nicht, die Erlaubnis wiederzuerlangen. Danach wurde die Strecke nicht mehr von Brussels Airlines geflogen.
Im November war der Streit weitgehend beigelegt und die Entwicklung der Passagierzahlen wies steil nach oben.
Im Sommer 2011 kam ein dritter A320 in die Flotte, der zuvor bei Vladivostok Air eingesetzt war und von GECAS geleast wurde. Damit wurden im August 2011 die Strecken Cotonou und Libreville ab Dakar mit Zwischenstopps in Abidjan eröffnet und das Flugziel Douala in Kamerun via Abidjan aufgenommen.
Zuvor wurde am 8. August 2011 eine durch Cimber Sterling für vorerst sechs Monate gemietete ATR 42 die Strecke nach Praia auf den Kapverdischen Inseln sowie die erste Inlandsstrecke Dakar-Ziguinchor aufgenommen und eine zweite Inlandstrecke Dakar-Cap Skirring ab 31. Oktober.
Ein Airbus A320 der Gesellschaft wurde am 28. Oktober 2010 auf dem Weg von Dakar über Conakry (Guinea) nach Abidjan von der Flugraumüberwachungsbehörde am Flughafen Conakry beschlagnahmt mit der Begründung, die Flugsicherungsfirma Roberts FIR habe offene Forderungen in Höhe von 110.000 Euro gegenüber der insolventen Vorgängergesellschaft Air Senegal International. Roberts FIR überwacht auch den Luftraum in Sierra Leone und Liberia. Die 95 Passagiere mussten in Conakry bleiben. Die Folge waren Spannungen auf Regierungsebene und ein Flugverbot für Flugzeuge aus oder nach Guinea für den senegalesischen Luftraum. Nach drei Tagen wurde die Auseinandersetzung beigelegt und die Maßnahmen aufgehoben.
Die arabische Langstrecken-Fluggesellschaft Emirates unterstützte die Senegal Airlines bei der Gründung und der Aufnahme des Flugbetriebes mit ihrer Erfahrung. Im Gegenzug fungieren die Senegal-Airlines-Dienste in Westafrika als Zubringerflüge für die Emirates-Verbindung von Dakar nach Dubai. Die Luftfahrtberatungsgesellschaft TASC aviation Consulting war beim Aufbau der Fluggesellschaft beratend tätig.
Im April 2016 wurde die Lizenz entzogen und der Flugbetrieb eingestellt.

## Flugziele
International bediente Sénégal Airlines ab Dakar rund ein Dutzend Linienflugziele in Westafrika, wovon einige mit Zwischenstopps angeflogen wurden, vermehrt die Metropole Abidjan in der Elfenbeinküste, um eine bessere Auslastung zu erzielen.
Sénégal Airlines unterhielt seit der Gründung mit Emirates aus den Vereinigten Arabischen Emiraten eine strategische Partnerschaft, die zum Beispiel Beratung seitens Emirates für die Fluggesellschaft umfasste. Sénégal Airlines hingegen bot mit ihrem Netzwerk in Westafrika Zubringerflüge für die Emirates-Verbindung nach Dubai an.

## Flotte
Mit Stand Dezember 2015 bestand die Flotte der Sénégal Airline aus zwei Flugzeugen von Transair (Senegal) betrieben durch Sénégal Airlines:
- 1 Embraer EMB 120QC (Flugzeug kann zwischen  Fracht und Passagiertransport gewechselt werden, inaktiv)
- 1 Embraer-ERJ-145

## Gesellschafter
Die Fluggesellschaft war ein gemischtwirtschaftliches Unternehmen und war anfangs mehrheitlich in privater Hand. Ab November 2013 hielt der Staat Senegal direkt oder indirekt 51 Prozent der Anteile, 49 Prozent liegen bei privaten senegalesischen Investoren und Firmen, darunter Versicherungen, Banken oder Bodenabfertiger am Flughafen Dakar, die durch den Wegfall der Vorgängerfirma Air Senegal International Kapazitätsüberschüsse hatten.